# Яноушек, Ярослав
Ярослав Яноушек (словац. Jaroslav Janoušek; 1904 — ?), известен также как Православ Яноушек (словац. Pravoslav Janoušek) — чехословацкий коммунист, офицер НКВД и чехословацкой госбезопасности, активный участник политических репрессий. Был известен как один из самых жестоких следователей StB. Сын Антонина Яноушека.

## Происхождение
Родился в семье словацкого коммуниста Антонина Яноушека, в 1919 — лидера Словацкой Советской Республики. Вместе с отцом эмигрировал в СССР, проживал в Чувашии. С ранней юности придерживался коммунистических взглядов, был убеждённым сталинистом. Поступил на службу в НКВД СССР.
Ярослав Яноушек участвовал во Второй мировой войне на советско-германском фронте в составе 1-го Чехословацкого армейского корпуса. По данным ряда источников, получил в боях тяжёлое ранение в голову — впоследствии это рассматривалась как причина повышенной и немотивированной агрессивности.

## Оперативник
В 1945 Ярослав Яноушек вернулся в Чехословакию и поступил в Службу госбезопасности (StB). Служил в 1 секторе StB — военной разведке. Возглавлял 5 отделение сектора, специализировавшееся на антикоммунистических повстанческих движениях украинского, польского, венгерского, болгарского, румынского национального состава. Играл видную роль в борьбе против ОУН/УПА.
Ярослав Яноушек настолько отличался особой жестокостью, что по этой причине в 1949 был уволен из органов госбезопасности. Однако в 1951 по настоянию советских инструкторов снова принят на службу и зачислен в штат Министерства национальной безопасности (МНБ). Служил в следственной части StB под началом заместителя министра национальной безопасности Антонина Прхала, имел звание майора.

## Следователь
Майор Яноушек вёл следствие по делу епископа словацкой грекокатолической церкви Василя Гопко и студента Милослава Хоца. Гопко обвинялся в воссоздании запрещённой коммунистическим правительством церкви, Хоц — в убийстве майора госбезопасности Аугустина Шрамма. В обоих случаях Яноушек применял пытки. Гопко получил длительное тюремное заключение, Хоц — смертную казнь.
В период партийных чисток Яноушек был следователем по делу Йозефа Павела. Физическими пытками и психологическим давлением он сумел добиться от Павела частичных признаний в политических ошибках (но не в антиправительственном заговоре). Яноушек состоял также в следственной группе по делу Сланского. Методы допросов создали Ярославу Яноушеку репутацию одного из самых жестоких следователей МНБ—StB.
Судьба Ярослава Яноушека после упразднения МНБ в 1953 неизвестна, дата смерти в открытых источниках отсутствует.